# Ero furuncula
Ero furuncula är en spindelart som beskrevs av Simon 1909. Ero furuncula ingår i släktet Ero och familjen kaparspindlar.
Artens utbredningsområde är Vietnam. Inga underarter finns listade i Catalogue of Life.